# Autoroute A20 (Pays-Bas)
Pour les articles homonymes, voir A20 et Autoroute A20.

L'autoroute néerlandaise A20 (en néerlandais Rijksweg 20) est une autoroute des Pays-Bas. 
Elle relie Westland à Gouda.

## Les villes importantes
- Maassluis
- Flardingue
- Rotterdam
- Gouda